# قائمة البعثات الدبلوماسية في ولايات ميكرونيزيا الموحدة

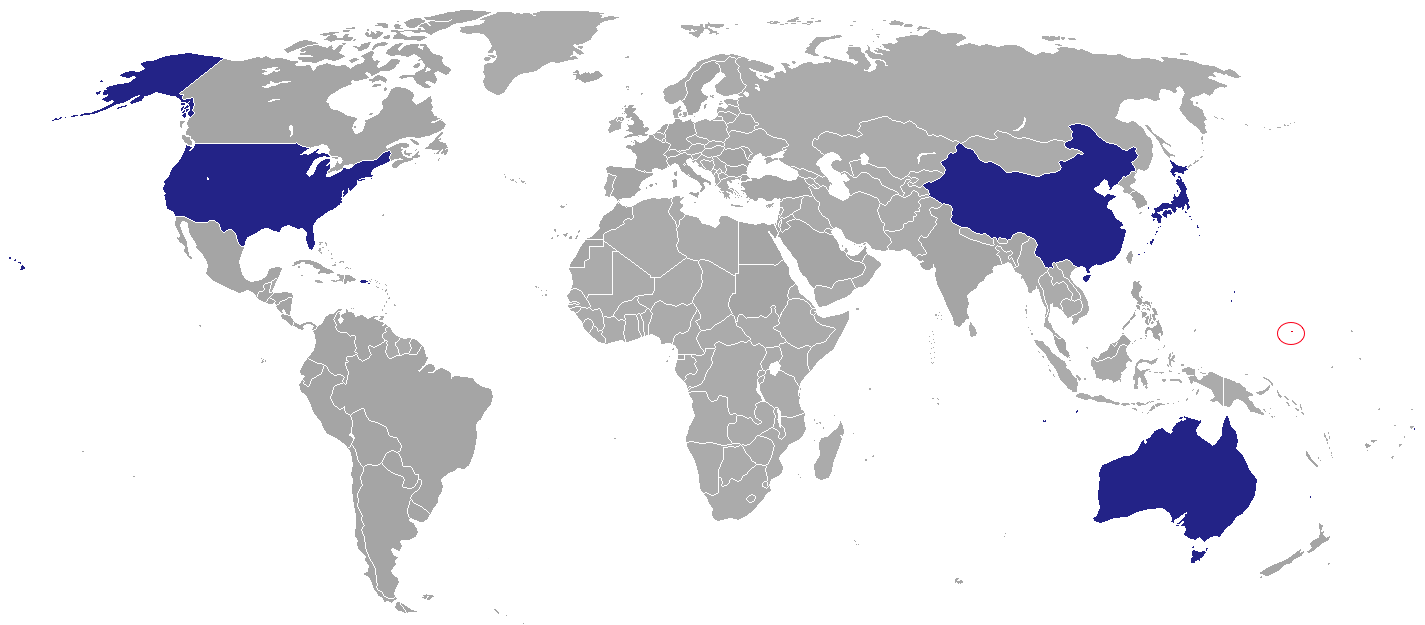
البعثات الدبلوماسية في ولايات ميكرونيزيا الموحدة

هذه قائمة بالبعثة الدبلوماسية في ولايات ميكرونيسيا المتحدة. في الوقت الحاضر، تستضيف جزيرة بونبي 4 سفارات. واحدة من هذه (تلك الموجودة في الصين) تقع في العاصمة باليكير، بينما تقع الثلاثة الأخرى في مكان قريب كولونيا (التي كانت سابقًا العاصمة وما زالت أكبر مدينة في الجزيرة). دول أخرى لديها بعثات معتمدة من عواصم أخرى، معظمها في مانيلا وكانبرا وطوكيو.

## السفارات
باليكير 
- الصين[1]

كولونيا
- أستراليا[2]
- اليابان[3]
- الولايات المتحدة[4]

## السفارات غير المقيمة
مقيم في مانيلا، بخلاف ذلك.
- الجزائر (كانبرا)
- النمسا (كانبرا)
- كوت ديفوار (ساحل العاج)
- كندا (كانبرا)
- كولومبيا (جاكرتا)
- جمهورية التشيك
- ألمانيا
- الدنمارك (سنغافورة)
- مصر (طوكيو)
- فرنسا
- غانا (واشنطن العاصمة)[5]
- غينيا (طوكيو)
- غينيا بيساو (بكين)
- اليونان (طوكيو)
- إندونيسيا (طوكيو)
- أيرلندا[6]
- إسرائيل (كانبرا)
- الأردن (طوكيو)
- كوريا الجنوبية (سوفا)
- كوسوفو (طوكيو)
- لاوس (طوكيو)
- مالي (طوكيو)
- ماليزيا (سوفا)
- جزر المالديف (طوكيو)
- المكسيك
- المغرب
- النرويج
- نيوزيلندا (هونولولو)
- البرتغال (كانبرا)
- بابوا غينيا الجديدة (ويلينغتون)
- الفلبين (هاغاتنيا)
- روسيا
- السعودية (طوكيو)
- صربيا (كانبرا)
- سيراليون (سول)
- إسبانيا
- سويسرا
- تايلاند
- تركيا (طوكيو)
- الإمارات العربية المتحدة (طوكيو)
- المملكة المتحدة (سوفا)
- فيتنام (بكين)
- فنزويلا (كانبرا)